# ملعب سيدني لكرة القدم (1988)
ملعب سيدني لكرة القدم (بالإنجليزية: Sydney Football Stadium)‏ هو ملعب كرة قدم يقع في سيدني، أستراليا، يتسع لـ 45,500 متفرج.

## التاريخ
تم وضع حجر الأساس للملعب في 1986. افتتح الملعب في 1988. كانت تكلفة إنشاء الملعب 68 مليون دولار أسترليني.